# زبان‌های ایتالی-دالماسیایی
زبان‌های ایتالی-دالماسیایی یا زبان‌های رومی مرکزی گروهی از زبان‌های رومی هستند که گویشوران آن ساکن ایتالیا و جزیره کرس (فرانسه) هستند و البته پیش از این نیز گویشورانی در دالماسی (کرواسی) داشتند.
معروف‌ترین زبان‌های این خانواده ایتالیایی و دالماسیایی می‌باشند.